# George Brecht
George Brecht, właśc. George Ellis MacDiarmid (ur. 27 sierpnia 1926, zm. 5 grudnia 2008) – amerykański artysta sztuki konceptualnej oraz awangardowy kompozytor. Z wykształcenia był chemikiem – pracował jako konsultant dla różnych firm między innymi Pfizer, Johnson & Johnson, oraz Mobil Oil. Był jednym z czołowych członków ruchu Fluxus, międzynarodowej grupy artystów zgromadzonych wokół George’a Maciunasa, był zaangażowany w działalność grupy od czasu pierwszego festiwalu „Festum Fluxorum”, który odbył się w Wiesbaden w 1962 roku, aż do śmierci Maciunasa w 1978 r.
Brecht był jednym z pierwszych twórców sztuki interaktywnej, w której dzieło sztuki może zostać doświadczone poprzez aktywne zaangażowanie odbiorcy „interaktora”. Zasłynął ze swoich „kompozycji” Event Scores takich jak „kapiąca muzyka” 1962. Jest powszechnie uważany za prekursora sztuki konceptualnej. Sam opisywał swoją twórczość jako: sposób na upewnienie się, że szczegóły życia codziennego, oraz przypadkowe układy przedmiotów nas otaczających, przestaną uchodzić niezauważone.

## Życiorys

### Wczesne lata
George Brecht naprawdę nazywał się George Ellis MacDiarmid, jego ojciec, również George Ellis MacDiarmid był zawodowym flecistą, przed osiedleniem się w Nowym Jorku koncertował z wędrowną trupą Johna Philipa Sousy po czym grał na flecie dla orkiestry Metropolitan Opera oraz orkiestry symfonicznej NBC Symphony Orchestra. Po tym jak jego ojciec zmarł z powodu nadużycia alkoholu, matka dziesięcioletniego Brechta przeniosła się wraz z synem do Atlantic City, w New Jersey. W 1943 Brecht zaciągnął się do armii. To właśnie w armii w 1945 roku w czasie gdy jego oddział stacjonował w regionie Czarnego Lasu w Niemczech zmienił swe nazwisko na „Brecht” – jak twierdził nie ze względu na Bertolta Brechta, ale ponieważ podobało się mu brzmienie tego nazwiska.
Po zakończeniu drugiej wojny światowej studiował chemię w Philadelphia College of Pharmacy & Science, uzyskał tytuł naukowy. W 1951 roku poślubił swą pierwszą żonę Marceline. Po krótkim etapie pracy dla Charles Pfizer & Co. jako kontroler jakości produktu, podjął pracę w dziale badań chemicznych spółki Johnson & Johnson w 1953 i osiadł na stałe w New Jersey. W ciągu następnych dziesięciu lat zarejestrował i opatentował 5 produktów oraz współuczestniczył przy pracach nad kolejnymi dwoma (cztery z tych patentów dotyczyły tamponów). W międzyczasie w 1953 urodził się jego jedyny syn Eryk.

### Wiek średni
Pracując jako chemik Brecht poważnie zainteresował się sztuką. Początkowo zainspirowany pracami Jacksona Pollocka i Roberta Rauschenberga – (zwłaszcza wystawa Rauschenberga „Growing Painting” w 1954 wywarła na nim ogromne wrażenie) zaczął formułować własne teorie na temat „schematów prawdopodobieństwa”, które później zostały wydane przez czasopismo „Something Else Press” w postaci broszury zatytułowanej („Symbolika Przypadku”) „Chance Imagery” 1957/66. Rozprawa polegała na dokładnym przeanalizowaniu roli „przypadku” w 20 wieku na polu nauki i sztuki awangardowej. Brecht dał w niej również odczuć swój głęboki szacunek dla projektów dadaistycznych i surrealistycznych oraz dla bardziej złożonych aspektów prac Marcela Duchampa, którego uważał za wcielenie „artysty-poszukiwacza”. Na jego twórczość w tym czasie składały się poplamione atramentem prześcieradła, co nazywał malarstwem przypadku.
W roku 1957 po zobaczeniu pracy Roberta Wattsa, która była wystawiona w Douglass College, Rutgers University, Brecht postanowił skontaktować się z artystą i zaproponował mu spotkanie, tak rozpoczęły się ich cotygodniowe spotkania na obiadowe które prowadzili jeszcze później przez wiele lat, w kafeterii pomiędzy college’em w którym wykładał Watss a laboratorium Brechta. W tych nieformalnych spotkaniach towarzyszył im jeszcze kolega Wattsa Allan Kaprow. Dyskusje podejmowane na tych spotkaniach doprowadziły bezpośrednio do utworzenia „Yam Festival” 1962-63, uważanego przez nich samych jako przed wstęp do Fluxusu, doprowadziły także do spotkania i uczestnictwa obu artystów Brechta i Kaprowa z Johnem Cage’em w New School for Social Research w Nowym Jorku, gdzie Cage prowadził zajęcia. Brecht i Karpow nieraz razem dojeżdżali jednym samochodem z New Brunswick do Nowego Jorku.

### John Cage i Nowa szkoła badań społecznych
Brecht studiował z Cage’em pomiędzy 1958 a 1959 w którym to czasie opracował „The Event Score” który miał stać się najważniejszą cechą Fluxsusu. Zazwyczaj „Event Scores” są prostymi instrukcjami, odnoszącymi się do codziennych czynności, które mogą być wykonywane publicznie, prywatnie lub mogą być kontestowane, negowane (tzn. nie decydując się na ich wykonywanie w ogóle). Ta forma sztuki została podjęta, i rozwinięta przez La Monte i Yoko Ono i wielu innych artystów awangardowych, którzy uczestniczyli w tych zajęciach.* Brecht i Cage po raz pierwszy spotkali się w 1957 roku kiedy to Brecht dowiedział się, że Cage planuje wybrać się na grzyby w okolice New Jersey, Brecht zadzwonił do niego i zaprosił by w drodze na grzyby wpadł do niego się przywitać, Vago zgodził się i wzajemnie zaprosił Brechta, to było jakiś czas przed tym jak Brecht oraz Karpow wraz z rodzinami odwiedzali Jochna Cage w jego domu w Stony Point, to tam Cage zaproponował im uczestnictwo w swoich zajęciach w Nowym Jorku. Dość ironiczny może wydawać się fakt iż muzycy znacznie gorzej akceptowali kursy prowadzone przez Cage w odróżnieniu od artystów którzy podjęli jego myśl i ją rozwijali.
W październiku 1959 roku zaraz po studiach z Cage’em Brecht zorganizował swoją pierwszą samotną ekspozycje pod tytułem „Towards Events: An arrangement” w Reuben Gallery w Nowym Jorku stanowiła ona coś pomiędzy wystawą a performance’em, składała się z prac umożliwiających widzowi manipulowanie na różne sposoby – wydobywając dźwięki, zapachy i dotykalne kształty. Jedna z prac „Case” instruowała widza do odpakowania jej zawartości i użycia ich na sposób zgodny z ich przeznaczeniem. Praca ta później miała stać się Valoche ostatnim dziełem mnogim fluxusu nad którym George Maciunas „Przewodniczący” Fluxusu pracował jeszcze 19 lat przed swą śmiercią.

### Późne lata
Jego prace wielokrotnie brały udział w znaczących wystawach zbiorowych, choć on sam od roku 1989 mówił osobie jako o „emerytowanym z Fluxusu” Brecht stopniowo stawał się samotnikiem, w ciągu ostatnich 30 lat swojego życia zezwolił tylko na dwie wystawy retrospektywne swojego dorobku, obie wystawy odbyły się pod nazwą „A Heterospective” (co można rozumieć jako „Kolekcję Inności”). Późniejsza z tych wystaw otwarta w Kolonii oraz Barcelonie w latach 2005–2006, rozpoczynała się widniejącym u wejścia znakiem z napisem „Koniec” a kończyła znakiem z napisem „Początek”.
George Brecht w 2006 roku otrzymał prestiżową nagrodę „Berliner Kunstpreis”.
W roku 1971 Brecht osiadł na stałe w Kolonii w Niemczech, gdzie po wielu latach pogarszającego się stanu zdrowia zmarł w wieku 82 lat 5 grudnia 2008 roku.
George Brecht był żonaty dwukrotnie, ze swoją pierwszą żoną Marceline Brecht rozstał się w 1963 roku, po raz kolejny ożenił się w 2002 z Herthą Klang. Jednak przez wiele lat pomiędzy swoimi małżeństwami żył w związku z Donną Jo Brewer.